# Cantoria di Luca della Robbia

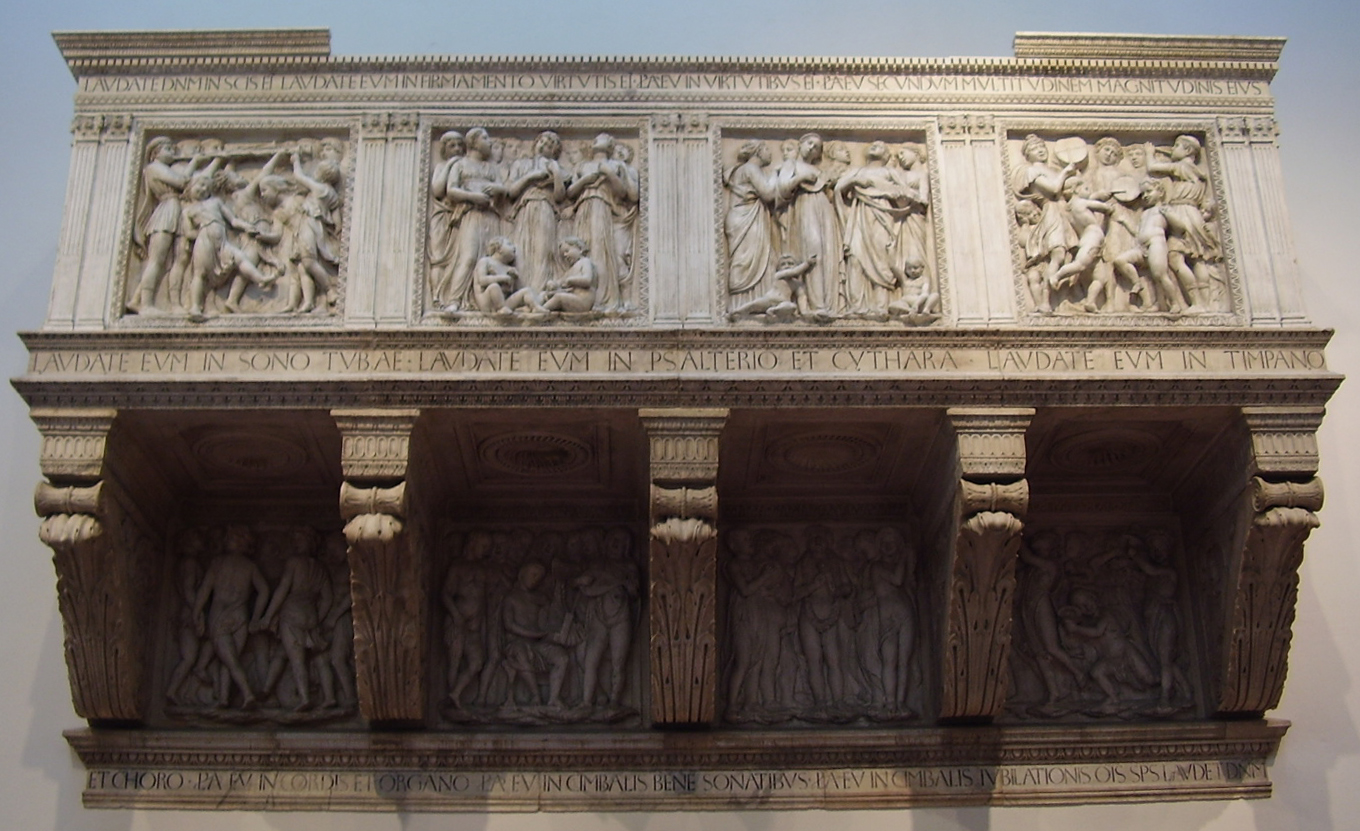
Veduta centrale

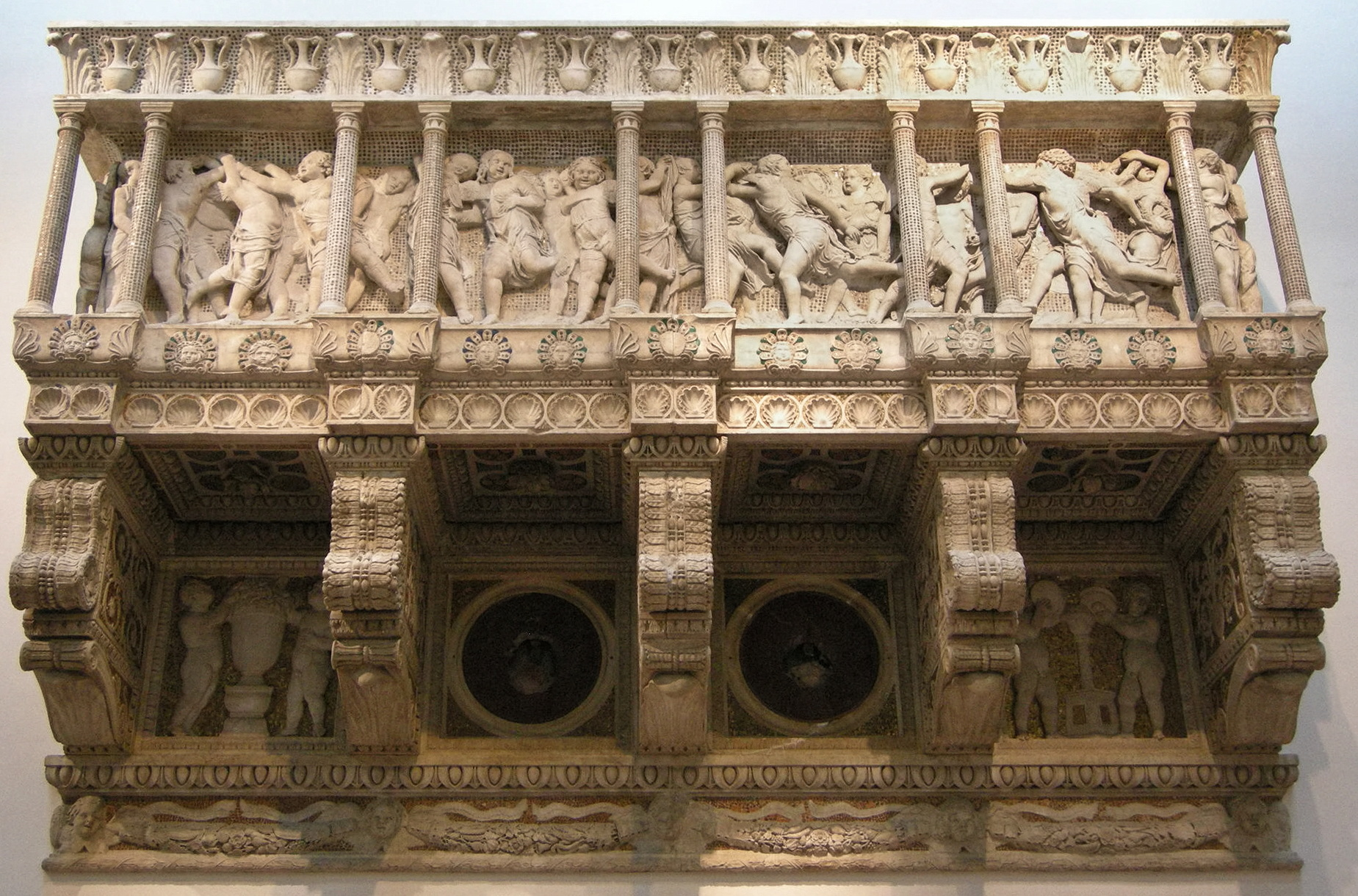
La cantoria di Donatello

La Cantoria di Luca della Robbia è un'opera scolpita per la cattedrale di Santa Maria del Fiore di Firenze ed oggi conservata nel Museo dell'Opera del Duomo, davanti all'altra cantoria di Donatello. Considerata uno dei capolavori del primo rinascimento fiorentino, fu scolpita tra il 1431 e il 1438 ed è alta 348 cm.

## Storia
In vista della consacrazione della cattedrale le maestranze dell'Opera, che sovrintendevano alla costruzione, affrettarono nei primi decenni del XV secolo il completamento della decorazione interna ed esterna, almeno nelle parti più essenziali.
Per ospitare i coristi addetti ai canti liturgici e il nuovo organo maggiore, ordinato a Matteo da Prato nel 1432, venne deciso di costruire due cantorie o "pergami" nel presbiterio, che stessero simmetricamente in posizione rialzata ai lati dell'altare maggiore, uno sulla porta della sagrestia dei Canonici e uno su quella della sagrestia delle Messe.
La prima ad essere menzionata nei documenti è quella per il lato della Sagrestia delle Messe (a sinistra), commissionata a Luca nel 1431, ma siccome nei tre anni precedenti tutti i finanziamenti alla cattedrale erano stati congelati dall'Arte della Lana a causa della guerra contro Milano, non si può escludere che il progetto fosse anteriore a tale data. Fu lo stesso Matteo da Prato a suggerire il soggetto del salmo 150 (Laudate Domini), i cui versetti sono scolpiti su tre fasce (sul bordo in alto, in basso e sotto i mensoloni). Come modello lo scultore si ispirò ai fanciulli cantavano messa nella Compagnia del Vangelista, che si trovava poco lontano dalla sua bottega in via Guelfa. È la prima opera di sicura attribuzione di Luca che si conosca, che all'epoca aveva circa trent'anni.
Luca scolpì i vari pannelli iniziando da quelli laterali e portandone a compimento due all'anno. Col passare del tempo i pannelli successivi vennero giudicati migliori, perciò pagati di più. L'opera venne completata nel 1438, un anno prima della cantoria di Donatello, ed il compenso complessivo ricevuto da Luca fu di 382 fiorini, come testimoniano i documenti dell'epoca. La cantoria era coronata da due figure in bronzo, menzionati da Vasari, forse i due putti reggicandela oggi al Museo Jacquemart-André di Parigi.
Nel 1688, per le nozze del Gran Principe Ferdinando de' Medici con Violante di Baviera, l'intera cattedrale venne addobbata con grande sfarzo barocco e le due cantorie, giudicate troppo piccole e fuori moda, vennero smontate e depositate nei locali dell'Opera, tenendo però le basi e i mensoloni come sostegno di due nuove, enormi cantorie lignee intarsiate. Nel XIX secolo, durante i lavori generali di ristrutturazione e selezione delle opere nella cattedrale, diretti da Gaetano Baccani, vennero rimosse anche le parti restanti e montate due semplici cantorie in pietra tuttora visibili.
Le cantorie nel XIX secolo furono al centro di numerose proposte di ricomposizione e musealizzazione: vennero esposte per tempi più o meno lunghi agli Uffizi e al Bargello, mentre si avvicendavano controverse proposte di riassemblaggio, magari al loro posto in Duomo.
Nel 1887 venne infine deciso di dedicare loro un nuovo museo, il Museo dell'Opera del Duomo, realizzato dall'architetto Luigi del Moro, dove potessero essere ammirata accanto ad altre opere provenienti dalla cattedrale, dai monumenti satellite e dai depositi dell'Opera, che si andò via via arricchendo nei decenni successivi. In quell'occasione le due cantorie vennero rimontate, restaurate e reintegrate con piccoli interventi trascurabili.

## Descrizione

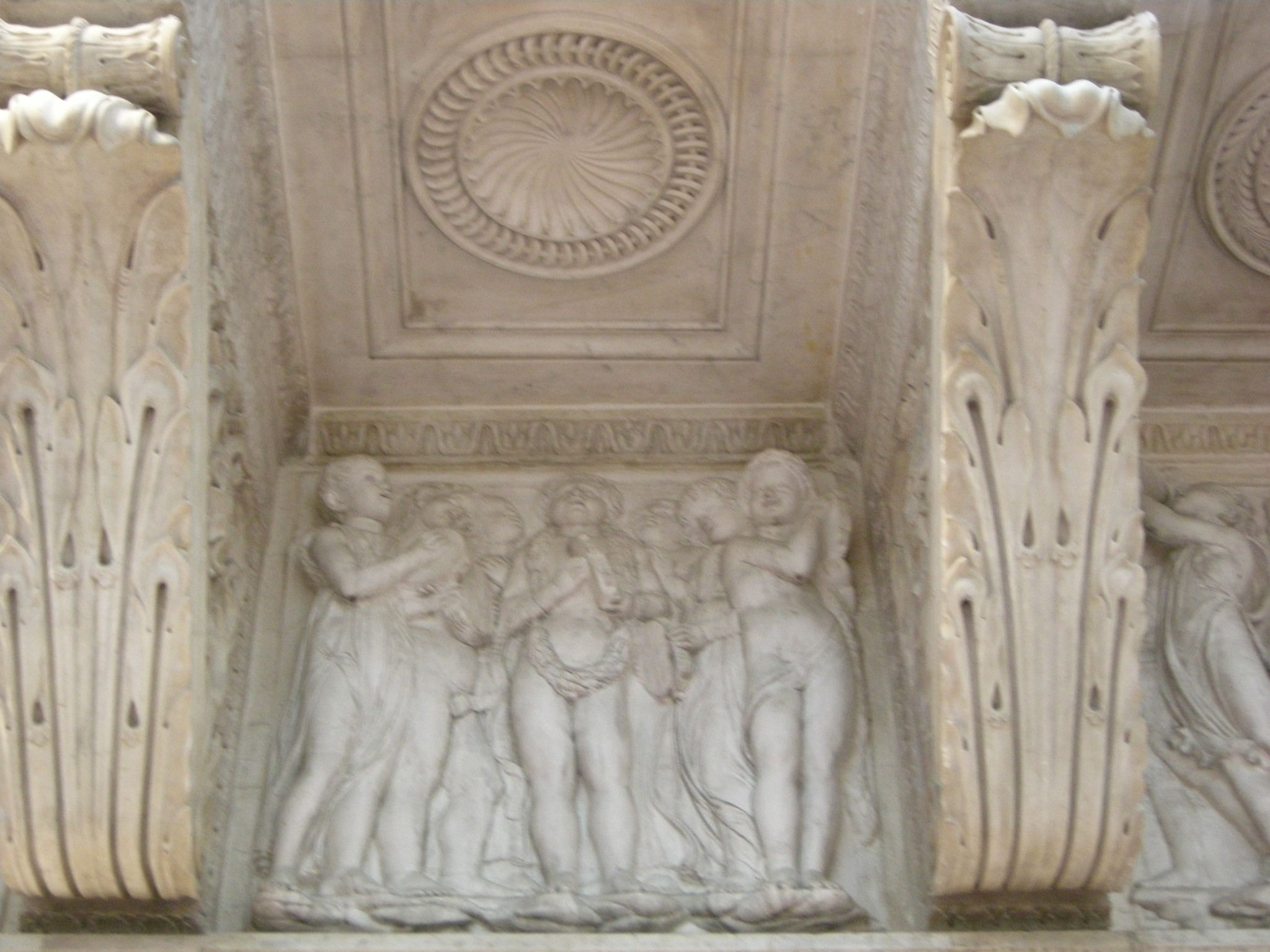
Le mensole

Oggi la cantoria originale è montata in una sala del museo all'altezza che originariamente aveva in Duomo. I pannelli che la compongono sono copie, mentre gli originali sono stati staccati ed esposti al di sotto di essa, per permettere una migliore fruizione ravvicinata da parte del pubblico.
La cantoria affidata a Luca era in una posizione migliore poiché posta su una parete verso nord, che veniva illuminata dalla luce proveniente da sud.
L'opera è composta come un parallelepipedo sostenuto da cinque mensole, ornate da girali e volute. L'architettura dell'insieme segue la nitida logica rinascimentale avviata dal Brunelleschi. In corrispondenza di ciascuna mensola e agli spigoli si levano sul parapetto una coppia di piccole paraste scanalate con capitelli corinzi. Si vengono così a creare quattro spazi quadrati sul fronte e due ai lati (questi ultimi rettangolari) dove sono collocate le formelle scolpite a bassorilievo. Altre quattro formelle si trovano tra le mensole, per un totale di dieci. Sulla cimasa, composta con dentelli e modanature come nell'arte classica, si trova la prima delle tre fasce dove è scritto il testo latino, in caratteri capitali all'antica, del salmo 150, che prosegue nella fascia alla base e in quella sotto le mensole.

### I rilievi
I rilievi illustrano abbastanza fedelmente il versetti del salmo: "Lodate Dio [...] al suono della tromba, lodatelo con arpe e cetre, lodatelo con tamburi e danze, lodatelo con liuti e flauti, lodatelo con cembali sonori, lodatelo con cembali squillanti".
Per inscenare il testo biblico l'artista compose diversi gruppi di fanciulli di diverse età, colti mentre cantano, danzano e suonano. Il rilievo è piuttosto alto e spicca col chiaroscuro sullo sfondo liscio
Le opere, rifinite con grandissima cura, sono impostate secondo una serena e pacata compostezza, secondo ideali di bellezza classica. I personaggi scolpiti esplorano vari stati d'animo e danno il senso di personaggi vivi, colti nelle varie sfumature psicologiche, dalla gioia più partecipata alla contemplazione, dalla concentrazione allo scherzo fanciullesco. L'insieme trasmette un senso di grazia e di equilibrio, oltre che di perfetta padronanza tecnica dell'artista. Alcuni pannelli, scolpiti successivamente alla fase iniziale, mostrano l'influenza dei putti danzanti di Donatello nel pulpito del Duomo di Prato, al quale accenna anche una lettera di Matteo da Prato del 1434.
L'opera gemella di Donatello è invece caratterizzata da un più frenetico e vibrante movimento, che fuse con grande originalità una serie di ispirazioni diverse: l'arte dei sarcofagi romani, le opere paleocristiane e romaniche, citando anche la stessa facciata di Arnolfo del Duomo di allora.
| Rif. | Img | Soggetto                                                                        | Note |
| ---- | --- | ------------------------------------------------------------------------------- | --- |
| 1    |     | Cantori                                                                         | La scena ha una visuale ottimale di sbieco, perché era la visione dalla navata centrale della cantoria, come dimostra il rilievo leggermente ribaltato dei capelli del fanciullo in secondo piano al centro.                                                                             |
| 2    |     | LAUDATE EUM IN SONO TUBAE (Lodatelo col suono della tromba)                     | La scena è costruita su linee perpendicolari lungo il bordo e diagonali al centro, accentuando il senso di movimento dei bambini che ballano. Queste figure assomigliano nelle pose ai putti donatelliani del pulpito del Duomo di Prato.                                                |
| 3    |     | LAUDATE EUM IN PSALTERIO (Lodatelo con l'arpa)                                  | La varietà di piani, dall'altorilievo allo stiacciato, genera un consapevole effetto di spazialità. |
| 4    |     | ET CYTHARA (E con il liuto)                                                     | La scena ha un'impostazione simile alla precedente, ed analogamente è composta di figure femminili e puttini seduti. |
| 5    |     | LAUDATE EUM IN TIMPANO (Lodatelo col tamburo)                                   | La scena è animata da personaggi sorridenti, colti in un'allegra danza, tra i quali spicca il puttino al centro, che sembra barcollare nell'euforia come tipico dei bambini. |
| 6    |     | Cantori                                                                         | A differenza dell'altra estremità, qui la scena è impostata in maniera frontale, con i cantori che leggono da un foglio srotolato verso lo spettatore; il giovane all'estremità destra non legge e pare annoiato.                                                                        |
| 7    |     | ET CHORO (E con la danza)                                                       | La scena, tra le migliori, mostra una serie di putti che fanno un girotondo, con i corpi ben torniti plasticamente e con un senso della tridimensionalità straordinario, nonostante il poco rilievo usato dall'artista; anche qui si colgono echi della danza di putti di Donatello.     |
| 8    |     | LAUDATE EUM IN CORDIS ET ORGANO (Lodatelo con strumenti a corda e con l'organo) | La scena è molto affollata, ma straordinaria è la capacità dello sculture di disporre le figure in profondità senza che esse sembrino giustapposte senza infastidirsi l'un l'altra: si veda a tal proposito come risulti coerente la disposizione dei piedi e delle gambe dei fanciulli. |
| 9    |     | LAUDATE EUM IN CIMBALIS BENE SONANTIBUS (Lodatelo con cembali risonanti)        | Questa scena è dominata dal putto con la ghirlanda al centro, rigidamente frontale, attorno al quale si dispongono a semicerchio gli altri angeli (qui si vedono anche le ali). |
| 10   |     | LAUDATE EUM IN CIMBALIS IUBILATIONIS (Lodatelo con cembali squillanti)          | Anche questa scena mostra un riflesso dei putti danzanti di Donatello ed è efficacemente costruita su più piani e con linee diagonali che evidenziano il senso di movimento; i putti sono allegri e ridenti, come se divertiti dal forte suono frastornante dei cimbali.                 |